# مجتمع دراسات المحيط
جمعية دراسات المحيط هي منظمة غير ربحية مكرسة للحفاظ على الحياة البرية والموائل البحرية من خلال تعميق الصلات بين الناس والطبيعة ومقرها في كاليفورنيا.  تأسست الجمعية في سان فرانسيسكو عام 1969 على يد جورج سي كيسكدون ، مؤسس شركة مارين تشارترنج ، والدكتور جيرولد إم. لوينشتاين ، مدير معهد المحيط الهادئ للطب النووي. 

## التاريخ المبكر
نمت جمعية دراسات المحيط بعد تأسيسها في عام 1969 بسرعة في منطقة خليج سان فرانسيسكو من خلال حملات التي نفذها الأعضاء ، وبرامج علوم المواطنين التي تشمل مالكي اليخوت في منطقة الخليج ، وبرنامج الرحلات الاستكشافية. كان تركيز المنظمة في البداية على القضايا البيئية للمحيط الهادئ ، ولكن سعت منطقة الخليج في وقت واحد إلى إنشاء نموذج يمكن إعادة إنشائه بواسطة المناطق في جميع أنحاء العالم. 
تولى كريستوفر دو بونت روزفلت ، حفيد فرانكلين ديلانو روزفلت ، قيادة جمعية دراسات المحيط في عام 1974 وشغل منصب رئيس المنظمة والمدير التنفيذي والوصي حتى عام 1985.  نقلت المنظمة مقرها الرئيسي إلى ستامفورد ، كونيتيكت تحت قيادة روزفلت ، وتوسعت على الصعيد الوطني إلى أكثر من 60 ألف عضو في 5 مناطق. 

### خفر السواحل في جمعية دراسات المحيط
كان أحد أهم برامج جمعية دراسات المحيط في سنواتها الأولى هو خفر السواحل ، الذي تم تأسيسه عام 1972 كوسيلة لإشراك مالكي اليخوت والطيارين في منطقة الخليج كمشاركين متطوعين في البحث والمراقبة للحفاظ على المحيط. قامت دورية القوارب بتجنيد وتدريب مالكي القوارب الخاصة لرصد جودة المياه ، وجمع البيانات الأوقيانوغرافية ، ومراقبة الثدييات البحرية والأنواع الأخرى ، ونقل علماء الأحياء إلى جزر فارالون (من خلال خفر ساحل فارالون) ، وتوثيق حودث التلوث وأداء المتطوعين. وكذلك الدوريات الجوية للطائرات الخفيفة التي قامت بمراقبة تطبيق اللوائح البيئية وحوادث التلوث ، وأنشطة الصناعة والشحن ، وجمعت البيانات عن الثدييات البحرية.     كما شاركت الدوريات في التثقيف والتوعية من خلال المحاضرات ودعوة المتطوعين المشاركين.

### بعثات جمعية دراسات المحيط
تأسس برنامج بعثات جمعية دراسات المحيط رسميًا في عام 1972 لدعم جهود المنظمة الرامية إلى ″ إنشاء مجتمع أكثر اهتماماً بالمحيط″ . وقد سمح برنامج الرحلات الاستكشافية لأعضاء جمعية دراسات المحيط بالمشاركة في الرحلات الاستكشافية على السفن حول العالم ،لأجل تحقيق أهداف بحثية محددة. شملت الرحلات الاستكشافية المبكرة نيوزيلندا وأستراليا وأوروبا ومنطقة البحر الكاريبي وأمريكا الجنوبية والوسطى وساحل كاليفورنيا.  و مع زيادة عدد أعضاء جمعية دراسات المحيط ، زاد الطلب على الرحلات الاستكشافية ، وتم توسيع البرنامج ليشمل العديد من الوجهات.
يستمر برنامج رحلات جمعية دراسات المحيط حتى يومنا هذا ، ويتضمن برامج السياحة البيئية والعطلات التطوعية إلى وجهات عالمية تشمل جزر غالاباغوس ، وبالاو ، وراجا أمبات ، وبليز ، وكينيا ، والمناطق القطبية ، وغيرها. 

### مشاهدة حيتان كاليفورنيا
نما الاهتمام العام بمشاهدة الحيتان بشكل كبير في أوائل السبعينيات حيث جلبت حركة "أنقذوا الحيتان" الانتباه العالمي إلى محنة هذه الحيوانات. قامت جمعية دراسات المحيط بأول رحلة لمشاهدة الحيتان إلى جزر فارالون في عام 1975 على متن قاطع خفر السواحل السابق ، M / V آليرت ، وسرعان ما بدأت في تقديم رحلات منتظمة لمشاهدة الحيتان من من سوساليتو ، وبيلار بوينت ، وبوديغا باي ، كاليفورنيا ، وفي النهاية إلى باجا كاليفورنيا خارج سان دييغو.  تواصل جمعية دراسات المحيط تقديم رحلات مشاهدة الحيتان في منطقة خليج سان فرانسيسكو ،في موسمين منفصلين: 1) مشاهدة الحيتان الرمادية من يناير إلى مايو ، و 2) مشاهدة حيتان جزر فارالون من مايو حتى نوفمبر. 

### مجلة المحيطات
نشرت جمعية دراسات المحيط مجلة المحيطات الشهيرة والتي يتم توزيعها على نطاق واسع من عام 1974 إلى 1989 ، والتي تضمنت مقالات وصورًا وخرائط تتعلق بأبحاث المحيطات والاستكشاف وقضايا الحفظ ، بالإضافة إلى تحديثات حول أعمال فصول جمعية دراسات المحيط.
تأسست مجلة المحيطات بواسطة جاك سي رينولدز وتم نشرها في الأصل من قبل شركة ترايدنت للنشر في سان دييغو ، كاليفورنيا في يناير 1969.  في افتتاحية مجلة "المحيطات" ، المجلد 1 - (العدد 1) ، كتب الناشر جاك رينولدز ، ″ من أجل إحداث عالم أفضل ، تقع على عاتقنا مسؤولية تثقيف أنفسنا في جميع جوانب الحياة ، وأن نكون مبدعين في الفلسفة والاستكشاف والمشاريع والترفيه . وفي هذا المكان أطلق مجلة المحيطات" استحوذت جمعية دراسات المحيط على النشر في عام 1974 ، ونشرت في أول خمسة ، و ستة أعداد سنويًا حتى أبريل 1989 عندما توقف النشر بعد إصدار المجلد 22 ، العدد 1.

## العمل الحالي

### تورنيف أتول ، بليز
حافظت جمعية دراسات المحيط على محطة أبحاث ميدانية في بلاكبيرد كاي في تورنف أتول ، بليز ، من 2001 إلى 2016. كانت المحطة بمثابة قاعدة للبحوث البحرية ، بشكل أساسي على الدلافين قارورية الأنف وخراف البحر الأنتيل والسلاحف البحرية والتماسيح الأمريكية وأنواع أخرى ، فضلاً عن مراقبة الشعاب المرجانية على المدى الطويل. 

### أوليثي أتول ، ميكرونيزيا
منذ عام 2004 ، تساعد جمعية دراسات المحيط في جهود الحفاظ على البيئة البحرية المجتمعية في أوليثي أتول في ولايات ميكرونيسيا المتحدة . بدأت مشاركة جمعية دراسات المحيط في أوليثي من خلال دعم برنامج محلي لبحوث السلاحف البحرية والمحافظة عليها ، ثم توسعت لاحقًا لتشمل جهدًا أوسع لإدارة موارد أوليثي البحرية بشكل مستدام. 

## روابط خارجية
- موقع جمعية المحيطات